# Corey Carrier
Corey Thomas Carrier (20 de agosto de 1980) es un actor estadounidense de cine y televisión. 
Asistió a la escuela de actuación The Priscilla Beach Children's Theatre Workshop. Sus pasatiempos principales son el béisbol, la gimnasia, la lucha libre, la esgrima, la guitarra, el patinaje sobre hielo y el baloncesto.

## Filmografía seleccionada

### Cine y televisión
- When the Time Comes (2000) - Jess
- Pinocho, la leyenda (1996) - Lampwick
- Nixon (1995) - Richard Nixon a la edad de 12 años
- Bushwhacked (1995) - Ralph
- Shock Treatment (1995) - Jake Grant
- La Tierra Salvaje (1994) - Luke Morgan
- Treasure Island: The Adventure Begins (1994) - Robbie Wallace
- Las aventuras del joven Indiana Jones (1992) - Henry 'Indiana' Jones, Jr. a la edad de 10 años
- Bump in the Night (1991) - Jonathan Tierney
- Hasta la noche, mi amor (1990) - Jack
- My Blue Heaven (1990) - Tommie
- Crazy People (1990) - (no acreditado)
- Men Don't Leave (1990) - Winston Buckley
- The Witches of Eastwick (1987) - Lenox School Band (en los platillos)
- When the Time Comes (1987) - Jess